# Utricularia campbelliana
Utricularia campbelliana (лат.) — эпифит, насекомоядное растение из рода Utricularia.
Ареал эпифита — Венесуэла и отдельные р-ны за пределами этой страны, причем только в высотном поясе.
Впервые описана Дэниэлом Оливером в 1887 году. Названа в честь Уильяма Хантера Кэмпбелла, адвоката и любителя-ботаника, жившего в Джорджтауне.
Эпифит встречается на стволах и корнях деревьев, используя их как опору, на высотах от 1500 м, хотя описан случай растения, найденного на высоте 690 м. Период цветения — с августа по апрель.
По данным работы П. Тейлора (1989) колибри участвует в опылении данного вида растений.